# Mértola (freguesia)
Mértola est une paroisse civile portugaise (en portugais : freguesia) de la municipalité de Mértola dans le district de Beja.

## Géographie
Le territoire de la paroisse de Mértola est traversé du nord au sud par le Guadiana. L'Oeiras (pt) arrose la paroisse depuis l'ouest, avant de se jetter dans le Guadiana au niveau de la ville de Mértola.
Mértola se trouve dans le parc naturel de la vallée du Guadiana (en).

## Démographie
Lors du recensement de 2021, Mértola compte 2 504 habitants. Elle est la paroisse la plus peuplée de la municipalité de Mértola, qui réunit 6 206 habitants et 7 paroisses.